# Jannik Madum Andersen
Jannik Madum Andersen (født 29. marts 1940 i Nakskov, Danmark) er en dansk tidligere roer.
Død. 14 April 2023 i Frederiksberg[kilde mangler]
Andersen repræsenterede Danmark ved OL 1960 i Rom. Her udgjorde han, sammen med Poul Mortensen, den danske dobbeltsculler. Danskerne kom ind på sidstepladsen i det indledende heat, og herefter på tredjepladsen i opsamlingsheatet, hvilket betød at de ikke kvalificerede sig til semifinalen.